# متارکه مودروس

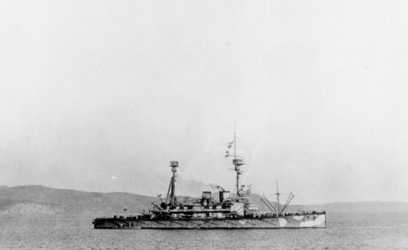
کشتی اچ‌ام‌اس آگاممنون (۱۹۰۶)

متارکه مودروس (به انگلیسی: Armistice of Mudros)، متارکه‌ای بود که بین رئوف اربای از طرف دولت عثمانی و آدمیرال کالتروپ نماینده انگلستان به نیابت از نیروهای متفقین در ۳۰ اکتبر ۱۹۱۸ میلادی که بعد از شکست عثمانی در جنگ جهانی اول (خاورمیانه در جنگ جهانی اول)، در کشتی اچ‌ام‌اس آگاممنون (۱۹۰۶)، بندر مودروس، جزیره لیمنوس، یونان بسته شد.

## پیش زمینه

### روسیه و دولت عثمانی
در پی انقلاب بلشویکی در روسیه و گسیختن اوضاع روسیه و بعد از اینکه ولادیمیر لنین و حزب بلشویک قدرت را در دست گرفتند سیاست لنین بر خروج از جنگ بورژوازی دول غربی به منظور تحکیم پایه‌های قدرت حکومت تازه بنیان شوروی قرار گرفت لذا در سال ۱۹۱۷ میلادی در پی مذاکراتی که بین هیئت روس و عثمانی صورت گرفت متارکه ارزنجان بین طرفین امضاء شد.

### آلمان و گرجستان
دولت آلمان که شاهد حضور و نفوذ عثمانی‌ها در قفقاز بود وارد عمل شده و در پی اعلام استقلال جمهوری دموکراتیک گرجستان نخستین رئیس‌جمهور آن نئورامیشویلی با نماینده آلمان فریدریش کرس فون در بندر پوتی واقع در دریای سیاه دیداری انجام دادند که به موافقت نامه پوتی ۲۸ می ۱۹۱۸ بین گرجستان و آلمان منجر شد.
این اولین قراردادی بود که بین آلمان و گرجستان منعقد شد که بر طبق آن آلمان استقلال و تمامیت ارضی گرجستان را به رسمیت شناخت؛ در مقابل آلمان حق بهره‌برداری آزاد و نامحدود از سیستم راه‌آهن گرجستان را به دست می‌آورد، به علاوه حق استفاده از بنادر گرجستان و اشغال استراتژیک گرجستان برای تدارک کشتی‌های جنگی آلمان، کشف معادن ناشناخته و تبادل سفرا و نمایندگان سیاسی بین دو دولت از دیگر مفاد توافقنامه بود. علاوه بر این فریدریش کرس فون متعهد شد تا به شناسایی بین‌المللی گرجستان کمک رساند و تمامیت ارضی آن را تعهد کند، این معاهده کاملاً به زیان نقشه‌های عثمانی در قفقاز بود.

## نتیجه
با پذیرش شکست امپراتوری آلمان و تحلیل رفتن قوای عثمانی، رؤیای بسط قلمروی عثمانی در قفقاز و آسیای مرکزی به پایان رسید و دولت عثمانی در پی استعفای کابینه طلعت پاشا تقاضای ترک مخاصمه را بر اساس شرایط اصول چهارده‌گانه ویلسون رئیس‌جمهور آمریکا که مجموعاً (اصول موافقت) خوانده می‌شد، اعلام کرد. جرج کرزن وزیر امور خارجه انگلیس نیز طی یادداشتی خطاب به کابینه آن کشور راه حلی را ارائه داده بود که به قول خودش، بر بنیاد این اصول قرار داشت. پیشنهاد مزبور (حق تعیین سرنوشت) را نه تنها برای اعراب و ارمنیان که نژادهای قیمومیت امپراتوری عثمانی بودند بلکه برای خود تُرک‌ها هم قائل شده و چنین مقرر می‌داشت که، علاوه بر عربستان و ارمنستانی مستقل باید یک دولت مستقل تُرک نیز به وجود آید که در داخل مرزهای آسیای صغیر قرار داشت و پایتخت آن یا در آنکارا یا در بورسا باشد.
مفاد متارکه مودروس:
- بازنگاه داشتن تنگه داردانل و تنگه بسفر، تأمین عبور آزادانه از دریای سیاه و تسهیل در اشغال استحکامات دفاعی موجود در چناق قلعه و دریای سیاه
- مناطقی که در آب‌های عثمانی مین گذاری شده و در تیررس اژدر زیردریایی هاست مشخص شده و برای یافتن و برچیدنشان همکاری شود.
- در خصوص مین‌های کار شده و اژدرهای موجود در دریای سیاه اطلاعات داده شود.
- تمامی اسیران نیروهای ائتلاف و اسیران ارمنی، بدون هیچ قید و شرطی به نیروهای مستقر در استانبول تحویل داده شوند.
- تمامی واحدهای ارتش عثمانی بجز مرزبانی‌ها و واحدهایی که وظیفه تأمین امنیت داخلی را دارند، باید فوراً ترخیص شوند.
- ناوها و کشتی‌های جنگی عثمانی تسلیم شده و باید در بندرهایی که مشخص می‌گردد تحت نظر قرار بگیرند.
- در صورت وقوع حوادث و اتفاقاتی که امنیت نیروهای ائتلاف را به خطر بیندازد، این دولت‌ها حق دارند هر منطقه استراتژیکی را تحت اشغال خود قرار دهند.
- نیروهای ائتلاف می‌توانند از خطوط راه‌آهن عثمانی استفاده کنند و کشتی‌های تجاری عثمانی نیز در خدمت این دولت‌ها خواهند بود.
- نیروهای ائتلاف می‌توانند از وسائل نقلیه موجود در کشتی سازی‌ها و بنادر عثمانی استفاده کنند.
- تونل‌های توروس توسط نیروهای ائتلاف اشغال می‌گردد.
- ارتش عثمانی از مواضع اشغالی اش در منطقه قفقاز بیرون رفته و عقب‌نشینی خواهد کرد.
- بجز ارتباطات داخلی حکومت عثمانی، تمامی ارتباطات بی‌سیم، تلگراف‌ها و خطوط ارتباطی تحت نظارت نیروهای ائتلافی خواهد بود.
- باید از تخریب مواد و ملزومات مربوطهٔ نظامی، تجاری و دریایی جلوگیری شود.
- نیروهای ائتلاف ذغال، مازوت و مواد نفتی مورد نیاز خود را از ترکیه تأمین خواهند کرد (هیچ‌کدام از این مواد صادر نخواهند شد).
- تمامی خطوط راه‌آهن عثمانی تحت نظارت و کنترل نیروهای ائتلاف خواهد بود.
- نیروهای عثمانی واقع در حجاز، عسیر، یمن و سوریه باید خود را به نزدیکترین فرماندهی نیروهای ائتلاف تسیلم نمایند.
- افسران عثمانی واقع در طرابلس و بنغازی باید خود را به نزدیکترین پادگان نیروهای ایتالیایی تسلیم نمایند.
- بنادر طرابلس و بنغازی که تحت اشغال نیروهای عثمانی بوده‌است باید به نیروهای ایتالیایی تسلیم و تحویل گردد.
- اتباع نظامی و غیرنظامی آلمان و اتریش باید ظرف یک ماه خاک عثمانی را ترک نمایند.
- تمامی اوامر دائر بر تسلیم تجهیزات جنگی، ترخیص نیروهای عثمانی و تحویل وسائط نقلیه به نیروهای ائتلاف باید فوراً اجرا شود.
- اسیران جنگی عثمانی در دست نیروهای ائتلاف خواهند ماند.
- حکومت عثمانی باید کلیه روابطش را با کشورهای اتحاد مرکزی قطع نماید.
- در صورت ایجاد هرگونه اغتشاش ذر ولایات ششگانه (ولایت‌های ارمنی‌نشین عثمانی) نیروهای ائتلاف حق دارند آن مناطق را تحت اشغال خود قرار دهند.
- جنگ میان متفقین و دولت عثمانی به وقت محلی ظهر ۳۱ اکتبر ۱۹۱۸ میلادی خاتمه خواهد یافت.

## ارمنستان
اما این پیمان برخلاف پیمان ترک مخاصمه‌ای که با آلمان و اتریش-مجارستان و بلغارستان امضاء شد عثمانی را خلع سلاح نمی‌کرد؛ حتی از دولت عثمانی هم نمی‌خواست که ارمنستان غربی را از سپاهیان خود تخلیه و جنایتکاران جنگی تُرک را به متفقین تسلیم کند. همان گونه که مورخ عرب، رهبانی متذکر شده‌است این ترک مخاصمه در حقیقت نخستین قدم عقب‌نشینی متفقین در قبال ارمنستان بود.
ترکیه با تجهیز ارتش خود و ابتکار سران ملی خویش توانست سه جبهه مبارزه ضد فرانسویان در کیلیکیه، ضد یونانیان در قسمت غربی آسیای صغیر و ضد ارمنیان در قفقاز جنوبی تشکیل دهد و در پاییز سال ۱۹۲۰ میلادی جنگ ارمنستان–ترکیه آغاز شد.